# Neuenbürg
Neuenbürg település Németországban, azon belül Baden-Württembergben. Lakosainak száma 8566 fő (2023. december 31.). Neuenbürg Straubenhardt, Birkenfeld, Engelsbrand, Schömberg, Höfen an der Enz, Bad Wildbad és Dobel községekkel határos.

## Népesség
A település népessége az elmúlt években az alábbi módon változott:
| Lakosok száma | 6000 | 6646 | 6815 | 6906 | 7036 | 7597 | 7674 | 7677 | 7592 | 8566 |
|               | 1961 | 1967 | 1974 | 1980 | 1987 | 1993 | 2000 | 2006 | 2013 | 2023 |